# Atomnomaden
Atomnomaden (Originaltitel Nomades du nucléaire, internationaler Titel Nuclear Nomads) ist ein deutscher Dokumentarfilm von Kilian Armando Friedrich und Tizian Stromp Zargari. Die Premiere des Films war am 23. Februar 2023 in der Sektion „Perspektive Deutsches Kino“ der Berlinale.

## Handlung
Beim Säubern und Warten von Atomreaktoren sind französische Arbeiter der hohen Strahlenbelastung ausgesetzt. Die „Atomnomaden“ kampieren in Wohnwagen direkt neben den Atomkraftwerken – bis sie zum nächsten AKW weiterziehen. Zwar winken den Arbeitern beeindruckende Prämien bis zu 6.000 Euro, jedoch setzen sie dafür ihr Leben aufs Spiel. Zwischen Kindererziehung und Routenplanung rechnen sie ihre täglichen und wöchentlichen Strahlendosen zusammen und hoffen, genug Geld verdient zu haben, bevor sie die jährliche Höchstdosis erreicht haben und aufhören müssen zu arbeiten.

## Produktion
Der Film entstand als sogenannter Drittjahresfilm im Rahmen des HFF-Studiums der Regisseure und wurde demnach auch von der Filmhochschule München produziert. Die Idee zum Film entstand, als Kilian Armando Friedrich bei einer Fahrradtour an der französischen Grenze zu Deutschland auf ein Wohnmobil stieß, das irritierend nah an einem Atomkraftwerk stand, und daraufhin den Kontakt mit den Arbeitern suchte.

## Rezeption
In der taz befand Ruth Lang Fuentes, „die Protagonisten [stehen] mit ihren individuellen Träumen, Beweggründen und ihrer Arbeit, die das komplette Leben bestimmt, exemplarisch für das, was der freie Markt, neoliberale Kostenminimierung und Auslagerung von Arbeiten an Subunternehmen mit und aus Menschen machen“.
Fabian Wallmeier vom rbb bemerkte, die „unheimlich piependen Soundscapes, die im Laufe des Films immer weiter anschwellen, bauen subtil eine Bedrohung auf, die zusammen mit den Erzählungen dieser Atomnomaden […] erschreckend real wirkt“. Fazit: „Ein einfühlsamer Dokumentarfilm, der mit ruhiger Hand und klarem Fokus spannende Einblicke in eine unbekannte Parallelwelt liefert.“

## Auszeichnungen
Der Film konkurriert im Rahmen der Berlinale um den vom Bundesverband kommunale Filmarbeit und filmdienst.de gestifteten Caligari-Filmpreis, der mit 4.000 Euro dotiert ist.